# Bosc de Serrallonga
El Bosc de Serrallonga és un indret situat al municipi de Sant Hilari Sacalm. Rep el nom del bandoler més conegut de les Guilleries, Joan Serrallonga, doncs era l'hàbitat natural d'aquest personatge de llegenda, escenari de les seves habituals actuacions i alhora el seu refugi. Va viure entre els segles xvi i xvii, època de major activitat bandolera a Catalunya a on la lluita per la supervivència era palesa degut a la fam que hi havia.
Es localitza a la falda del Turó de Corones (775m), entre la Serra de Cabrerola i la Serra dels Tanys. El territori és ple de rierols, colls, turons, serres i torrents, formant un sistema muntanyós boscós.

## Riquesa natural
La vegetació és densa, variada i molt rica. Hi ha moltes zones obagues i humides, poblades per castanyers, però també n'hi ha d'altres com l'alzina, el pi, el roure, el faig, el trèmol i el vern. Una de les riqueses principals de les Guilleries és l'aigua. Hi ha centenars de fonts a tota la serra, però la sobreexplotació aqüífera en fa perillar avui la seva existència.

## Punts d'interès
Seguint la ruta d'en Serrallonga GR 178 Sant Hilari Sacalm-Osor: Es tracta d'un itinerari de gran interès històric i paisatgístic. La ruta permet conèixer els indrets més destacats de la biografia del mític bandoler, com els colls on era esperat per batlles i sometents i el mas on va viure.

## Iniciatives dinamitzadores
El Bosc de Serrallonga es troba inclòs dins de la marca turística Boscos de Bruixes i Bandolers, fruit de l'acord entre els municipis d'Arbúcies, Sant Hilari Sacalm, Viladrau, Olost i Sant Feliu Sasserra. L'objectiu d'aquesta iniciativa és el de dinamització turística d'una zona que gaudeix de gran riquesa patrimonial a través d'una proposta de turisme sostenible i de qualitat.